# Washington (stacja metra)
Washington – naziemna stacja niebieskiej linii metra w Los Angeles znajdująca się na platformie na Long Beach Avenue w pobliżu skrzyżowania z Washington Boulevard. Jest to pierwsza stacja od której trasa niebieskiej linii zmienia kierunek na północno-południowy.

## Godziny kursowania
Tramwaje kursują codziennie od około godziny 5:00 do 0:45

## Miejsca użyteczności publicznej
- Jeferson High School